# R.D. Hendon and his Western Jamboree Cowboys
R.D. Hendon and his Western Jamboree Cowboys war eine US-amerikanische Countryband aus Texas. Bis zum Tode R.D. Hendons war die Gruppe eine der populärsten Western-Swing-Bands in Texas.

## Karriere
R.D. Hendon wurde 1924 in Texas geboren und begann nach seiner Militärzeit Nachtclubs zu leiten. Die steigende Bekanntheit der Hausband seines Sphinx Clubs – der South Texas Cowboys – veranlasste Hendon die Old Main Street Dance Hall zu kaufen, die er bald danach in einen Westernclub umbaute und Western Jamboree Night Club nannte. Nach diesem Club benannten sich dann auch die South Texas Cowboys. Bereits um 1950 füllte die Band sechsmal die Woche den Club und ein Jahr später begannen die Western Jamboree Cowboys, Plattenaufnahmen zu machen. Gleichzeitig bekamen sie Auftritte im Programm des Radiosenders KLEE, bei dem Hendon auch als Moderator arbeitete.
Ihre erste Single erschien mit Those Tears In Your Eyes / No Shoes Boogie auf dem Freedom Label. Hendon selbst spielte nie wirklich in der Band mit; aufgrund seines nur mäßigen musikalischen Talentes managte er lieber die Band und seinen Club. Die Besetzung zur damaligen Zeit bestand aus Charlie Harris (Gesang/Gitarre), Johnny Cooper (Gitarre), Theron Poteet (Klavier), Tiny Smith (Bass) und Don Brewer (Schlagzeug). Für ihre erste Session wurden die Western Jamboree Cowboys außerdem durch Herb Remington an der Steel Guitar unterstützt. Nach einigen Auftritten mit Jerry Jericho und Hank Locklin kam die Gruppe zu einem Vertrag bei Four Star Records. Ihre erste Veröffentlichung dort war Oh! Mr. President, dass sich mit dem politischen Skandal um Douglas MacArthur und Harry S. Truman beschäftigt. Inzwischen hatte Johnny Cooper die Band verlassen und nach einigen weiteren Änderung in der Besetzung blieb die Gruppe lange Zeit in der folgenden Besetzung: Eddie Noack (Gesang/Gitarre), Gig Sparks (Gesang/Gitarre), Harold Sharp (Gesang/Gitarre), Don Brewer (Steel Guitar) und Tiny Smith (Bass). Es folgten weitere Singles bei Four Star und Shamrock. Die Aufnahmen bei Shamrock hatte Hendon organisiert.
Um 1953 spielten die Western Jamboree Cowboys bei Blue Ribbon eine EP mit zur damaligen Zeit in den Charts stehenden Country-Songs ein. Zudem bestritt die Gruppe, deren Besetzung sich fast jedes Jahr änderte, weiterhin Auftritte in Süd- und Osttexas sowie im Radio und in Hendons Club.
1954 unterzeichnete Hendon einen Vertrag mit Pappy Dailys Starday Records, für die die Band bis Mitte 1956 vier Singles aufnahm. R.D. Hendon selbst spielte zu dieser Zeit gelegentlich Schlagzeug mit der Band und ist auf dem Rockabillysong Big Black Cat als Sänger zu hören, auch wenn es offensichtlich ist, dass Hendon kein talentierter Vokalist war. Während der Jahre 1955 und 1956 kamen neue Mitglieder wie Jack Rodgers und Bill Taylor, der vorher in Memphis, Tennessee, mit den Snearly Ranch Boys gespielt hatte, in die Band und brachen die klassische Kernbesetzung mit Eddie Noack, Harold Sharper und Tiny Smith.
Das Ende der Band kam 1956 unverhofft, als R.D. Hendon Selbstmord beging.

## Diskografie
| 1951                    | Those Tears In Your Eyes / No Shoes Boogie                       | Freedom        |
| 1951                    | Oh! Mr. President /?                                             | 4 Star         |
| 1951                    | The Wandering Blues / Marking Time                               | 4 Star Records |
| 1951                    | I Can’t Run Away / This Moon Won’t Last Forever                  | 4 Star 1590    |
|                         | I’d Still Want you / Music Making Mama From Memphis              | 4 Star 1595    |
|                         | Please Mr. Postman / There’s a Place In My Heart                 | 4 Star 1599    |
| 1952                    | Blues Boogie /?                                                  | Shamrock       |
| 1953                    | Blues Boogie / Ain’t Got A Lick of Sense                         | 4 Star 1644    |
| 1954                    | You Travelled Too Far / Return to My Broken Heart                | Starday 45-167 |
| 1955                    | Big Black Cat / Four Walls                                       | Starday 45-194 |
| 1956                    | Don’t Push Me / We Smiled                                        | Starday 45-228 |
| 1956                    | The Waltz of Texas / Lonely Nights                               | Starday 45-248 |
| Unveröffentlichte Titel |                                                                  |                |
|                         | - Nervous Breakdown - You Crazy Mixed Up Cat - Talking To Myself | unbekannt      |